# Schiefermückenfresser
Der Schiefermückenfresser (Conopophaga ardesiaca), manchmal auch Olivgrauer Mückenfresser oder Graubrust-Mückenfresser genannt, ist eine Vogelart aus der Familie der Mückenfresser (Conopophagidae). Die Art hat ein großes Verbreitungsgebiet, das die südamerikanischen Länder Peru und Bolivien umfasst. Der Bestand wird von der IUCN als nicht gefährdet (Least Concern) eingeschätzt.

## Merkmale
Der Schiefermückenfresser erreicht eine Körperlänge von etwa 13 bis 13,5 Zentimetern. Der Unterschnabel ist heller als der Oberschnabel. Die Oberseite des Männchens ist olivbraun. Die Rückenfedern weisen unregelmäßige schwarze Ränder auf. Hinter dem Auge hat es einen silberweißen büscheligen Streifen. Die Färbung der Unterseite ist ein bleifarbenes Grau, welches am Bauch weißlich wird. Das Weibchen ist dem Männchen sehr ähnlich, hat aber einen orangefarbenen Scheitel. Es hat praktisch keinen postokularen Streifen. Die Flanken ziert eine deutliche Brauntönung.

## Verbreitung und Lebensraum

Verbreitungsgebiet des Schiefermückenfressers

Der Vogel kommt gelegentlich im Unterholz von Bergwäldern und deren Waldrändern vor. Er bewegt sich in Höhen zwischen 800 und 2075 Metern, meist aber zwischen 1000 und 1700 Metern.

## Verhalten
Normalerweise ist der Vogel einzeln oder in Paaren unterwegs. Meist sitzt er in den Zweigen der tieferen Stratifikationsschichten. Trotzdem sieht man ihn nur sehr selten auf dem Boden. Er springt von Ast zu Ast, immer auf der Jagd nach Beute. Er ist selten mit anderen Vogelarten zu beobachten. Auch wenn man ihn nur unregelmäßig beobachten kann, scheint der Vogel nicht besonders scheu zu sein.

## Unterarten
Es sind zwei Unterarten beschrieben worden, die sich vor allem in ihrer Färbung unterscheiden:
- Conopophaga ardesiaca ardesiaca d’Orbigny & Lafresnaye, 1837[1] Nominatform ist präsent im Departamento La Paz in Bolivien
- Conopophaga ardesiaca saturata Berlepsch & Stolzmann, 1906[2] unterscheidet sich von der Nominatform dadurch, dass er etwas dunkler mit einer ausgeprägten Olivtönung ist. Auch die Unterseite inklusive des Grau seitlich am Kopf wirkt etwas dunkler. Die Seite und der Bürzel sind wesentlich brauner. Kommt an den Osthängen im Süden von Peru südlich des Distrikts La Oroya vor. Ist relativ häufig in der Region Cusco vorhanden, wo sich sein Habitat mit dem des Roststirn-Mückenfressers (Conopophaga castaneiceps) überschneidet.